# 庵原軌道
庵原軌道（いはらきどう）は、かつて静岡県庵原郡辻村（現・静岡市清水区）の東海道本線江尻駅（現・清水駅）から、庵原郡庵原村金谷（現・静岡市清水区庵原町）の庵原金谷駅を結んでいた軽便鉄道である。

## 概要
1909年（明治42年）、庵原郡庵原村出身の衆議院議員で製紙会社社長の西ヶ谷可吉は「村発展のためには鉄道建設が必要である」として、西ヶ谷を始めとする庵原村、袖師村、安倍郡清水町（いずれも現在の静岡市清水区）の有志らが発起人となり、同年12月13日付で庵原軌道敷設特許申請を鉄道院に届け出た。翌1910年（明治43年）4月20日に敷設免許がおり、庵原軌道株式会社が設立。初代社長に西ヶ谷が就任した。当初は馬車鉄道（軌間610mm）を計画していたが、1911年（明治44年）10月14日付で動力を蒸気に、軌間を762mmに変更を行っている。
1913年（大正2年）12月16日、鉄道院東海道本線江尻停車場の西側を起点に、西久保までの区間が開通。翌1914年（大正3年）5月22日に庵原金谷まで開通した。本来はこの先、伊佐布（いざぶ、現・清水区伊佐布）まで路線を計画していたが、道路拡張工事が必要なことや、費用面などに阻まれ断念している。
開業当初は物珍しさから乗客が多かったものの、次第に減少し空席が目立つようになった。その頃、辻村から清見寺（現・清水区興津清見寺町）へ至る路線も計画していたが、土地や家屋の買収ならびに移転交渉に手間取り、工事になかなか着手することができなかった。さらに、社長の西ヶ谷が別の事業で多額の負債を抱えてしまい、資金繰りが困難なほど経営は行き詰まった。その上、給料の支払いも滞り、従業員の服装は冬場でも夏服という有様であった。そして再三にわたる給料遅延から、1915年（大正4年）5月12日には運転休止に追い込まれる。従業員は全て休業し、製茶で賃金を得ていたという。同年5月28日には運転を再開するが、翌1916年（大正5年）3月14日に再び運転休止になる。乗客・貨物ともに減少する一方であり、累積赤字の増加から結局、同年6月2日をもって会社は解散。同年7月17日に全線廃止された。開業から廃線までは僅か2年半であり、同じく静岡県に存在した光明電気鉄道よりも短命であった。

### 路線データ
廃止時点
- 路線距離（営業キロ）：5.5km
- 軌間：762mm
- 駅数：10（起終点駅含む）
- 複線区間：なし（全線単線、一部併用軌道）
- 電化区間：なし（全線非電化）
- 動力：蒸気

## 歴史
- 1909年（明治42年）12月13日 庵原軌道敷設特許願を申請（庵原郡辻村 - 同郡庵原村伊佐布間）[5]
- 1910年（明治43年）
  - 4月13日 軌道敷設特許願に対する追願[2]
  - 4月20日 庵原軌道株式会社設立
  - 9月13日 線路延長敷設特許願提出（庵原郡辻村 - 同郡興津町清見寺間）[2]
- 1911年（明治44年）
  - 10月14日 動力軌間変更願を申請
  - 12月5日 工事施工一部変更願を申請[2]
- 1912年（明治45年）3月28日 工事施工認可[2]
- 1912年（大正元年）9月10日 工事開始[2]
- 1913年（大正2年）12月16日 江尻 - 西久保間開業
- 1914年（大正3年）5月22日 西久保 - 庵原金谷間開業
- 1915年（大正4年）
  - 5月12日 運転休止
  - 5月28日 運転再開
- 1916年（大正5年）
  - 3月14日 再び運転休止
  - 6月2日 会社解散
  - 7月17日 全線廃止
  - 9月30日 軌道特許失効[6]

## 駅一覧
廃止時点、山崎 (1993) および今尾 (2008) による
江尻駅 - 辻学校前駅 - 辻町駅 - 秋葉前駅 - 西久保駅 - 神明前駅 - 庵原役場前駅 - 庵原郵便局前駅 - 庵原新田駅 - 庵原金谷駅
- 江尻駅は東海道本線江尻駅の西側約50mの辺りに位置していた[注釈 3]。
- 列車交換設備は庵原役場前駅にあった[4]。

## 接続路線
事業者名は廃止時点のもの
- 江尻：鉄道院東海道本線 （江尻駅、現・清水駅）

## 運行概要
- 江尻始発4時28分・終発22時50分、庵原金谷始発5時30分・終発23時22分[4]
- 所要時間：全区間32分[4]
- 運行間隔：毎時30分間隔[4]

## 車両

### 機関車
1 - 3（形式不詳）
1911年10月、ドイツ・コッペル社で製造された4t4輪連結（車輪配置 0-4-0）タンク式蒸気機関車（製造番号 4788 - 4790）。同社の日本国内向け機関車としては最小で、コッペル製品としても一番小さかった。廃止後、2両（車番不明）が開業を控えている宮城県の城南軌道へ譲渡され、同社の1・2号となった。しかし、性能面や取扱に問題があったためか、早期に廃車された模様である。

### 客車
甲型
車番不詳。1913年4月に大日本軌道で製造された4輪貫通式ボギー客車。1両のみ製造。シングルルーフの開放型デッキ構造。定員34人（座席26人）。
乙型
車番不詳。1913年4月に大日本軌道で製造された4輪貫通式ボギー客車。2両製造。甲型と同じ構造だが、車体長はやや短い。 定員26人（座席20人）。

### 貨車
形式・車番ともに不詳。1913年4月に大日本軌道で製造された4t積みの4輪2枚側ボギー無蓋貨車。3両製造。

## その他
- 上記の計画路線の他に、辻村の秋葉前から分岐し北街道に沿って、静岡市（現・葵区）宮ケ崎町の浅間神社へと結ぶ路線も計画されていた。しかし、既に大日本軌道静岡支社（現・静岡鉄道静岡清水線）が1908年（明治41年）に鷹匠町（現・新静岡） - 辻村（現・新清水）間を開業させており、既存路線と並行する必要が無いという理由で当局から却下された[2]。
- 廃止からかなりの年月が経過しており、現在では軌道跡とされる道路が名残として残っている以外に、遺構を見つけることはできない[9]。
- 現在はしずてつジャストライン庵原線（241 清水駅前 - 上伊佐布）が当路線とほぼ同じルートを通っている。